# 多賢
金多賢（：／ Kim Dahyun，1998年5月28日—），韓國女歌手，是韓國女子組合TWICE的成員之一，在隊內擔任領饒舌及副唱。

## 早年
多賢曾因老鷹舞紅極一時。
初中2年級時，參加JYP公司試鏡進入JYP公司。 當前也通過SM娛樂和YG娛樂甄選。
2012年7月7日成為JYP練習生，初期跟志效一樣，編入演藝部。
2015年參與Mnet生存實境節目《SIXTEEN》，第三位公開預告的成員，稱號為「定期炸彈 藝能有望主」(시한목탄 예능 유망주）。最終任務中現場觀眾投票獲第五名、Milk Music投票第五名，並由Minor晉升至Major，成為TWICE的出道成員之一。朴軫永給的評價是「雖然在跳舞、唱歌和Rap都仍有可惜的地方，但總是能神奇地抓住人們的視線，那是訓練或是練習做不到的才能」。

## TWICE活動

### 2016年
9月15日，在《拯救我們的留言》中會與搭檔們按照觀眾的留言演出電視小品，也是多賢的演員出道作。
11月17日，多賢與同為高三生的GFRIEND團員SinB和Umji參加韓國高考。

### 2017年
2月10日，從韓林演藝藝術高等學校畢業，同時也擔任畢業典禮主持人。
5月28日，也是多賢19歲生日，《Signal》在《人气歌谣》再次擊敗PSY，而拿下第5勝。
《Likey》回歸前，第一次被邀在LG雙子主場開球，因為天雨而取消棒球比賽；在7月7日，多賢成為JYP練習生5週年和TWICE成軍2週年紀念，第二次被邀在LG雙子主場開球，但再次因為天雨而取消棒球比賽，所以成為第一位成員進行滑壘禮。

### 2020年
5月28日，也是多賢22歲（韩国年龄23歲）生日，翻唱自彈自唱抒情版《Feel Special》作為逆應援禮物。

### 2021年
2月10日，与彩瑛在《TWICE Melody Project》中一同翻唱朴軫永與Rain合作的作品《나로 바꾸자 Switch to me》。
5月28日，也是多賢23歲（韩国年龄24歲）生日，翻唱自彈自唱抒情版《기다리다 (패닉)》作為逆應援禮物。

### 2022年
5月27日，為了當作回送粉絲的生日禮物，在新的一部TWICE MELODY PROJECT翻唱Katie Sky的《Monsters》。

### 2024年：以演員身分SOLO出道
2024年，多賢確認將出演新電影《全力奔跑》，首次挑戰演戲，同時這也是她正式以演員的身分主演電影。她也出演了韓國電影《妳是我眼中的蘋果》，根據2011年台灣同名電影改編，於2024年10月在第29屆釜山國際電影節首映。
9月10日，多賢身著邁可·寇斯2025春夏系列時裝於紐約時裝週首次亮相。

### 2025年
2025年，多賢出演韓國電視劇《Love Me》，翻拍自瑞典電視劇「Love Me」。

## 音樂作品

#### 數位單曲
| 發佈日期      | 歌曲名稱         | 備註                        |
| 2025年2月21日 | 妳是我眼中的蘋果 | 電影《妳是我眼中的蘋果》OST |

### 參與音樂錄影帶
| 年份   | MV                          | 歌手        | 合作藝人                     |
| 2014年 | 《Stop Stop It》（女主角）  | GOT7        | Momo、Somi、彩瑛、娜璉、Mina |
| 2015年 | 《R.O.S.E.(Japanese Ver.)》 | 祐榮（2PM） | Momo、Mina                   |
| 2023年 | 《nothing but》(女主角)     | Young K     | 不適用                       |

## 創作作品
韓國音樂著作權協會登記編號為10023081
| 發佈日期       | 歌曲名稱              | 收錄專輯                | 性質        |
| 2016年4月25日  | Touchdown             | PAGE TWO                | 合作編舞    |
| 2016年10月24日 | Jelly Jelly           | TWICEcoaster: LANE 1    | 合作编舞    |
| 2017年10月30日 | Missing U             | Twicetagram             | 合作製作Rap |
| 2019年9月23日  | Trick It              | Feel Special            | 作詞        |
| 2019年9月23日  | 21:29                 | Feel Special            | 合作作詞    |
| 2020年10月26日 | Bring It Back         | Eyes wide open          | 作詞        |
| 2020年10月26日 | Queen                 | Eyes wide open          | 作詞        |
| 2021年6月11日  | Scandal               | Taste of Love           | 作詞        |
| 2021年6月11日  | SOS                   | Taste of Love           | 作詞        |
| 2021年11月12日 | Cruel                 | Formula of Love: O+T=<3 | 作词        |
| 2022年7月27日  | Celebrate             | Celebrate               | 合作作词    |
| 2022年7月27日  | TICK TOCK             | Celebrate               | 合作作词    |
| 2022年7月27日  | That's all I'm saying | Celebrate               | 合作作词    |
| 2022年8月26日  | Gone                  | BETWEEN 1&2             | 作词        |
| 2022年8月26日  | When We Were Kids     | BETWEEN 1&2             | 作词        |
| 2023年3月10日  | BLAME IT ON ME        | READY TO BE             | 作词        |
| 2023年3月10日  | CRAZY STUPID LOVE     | READY TO BE             | 作词        |
| 2024年2月23日  | YOU GET ME            | With YOU-th             | 作词        |
| 2025年2月20日  | 妳是我眼中的蘋果      | 《妳是我眼中的蘋果》OST | 作詞作曲    |
| 2025年6月24日  | Chess                 | 不適用                  | 作詞        |
| 2025年8月27日  | Up to you             | ENEMY                   | 作词        |
| 2025年8月27日  | Glow                  | ENEMY                   | 作词        |

## 影視作品
僅列出多賢的個人影視作品，團體影視作品請參考TWICE媒體作品列表條目。

### 電影
| 年份   | 電影名稱             | 角色   | 備註   |
| 2025年 | 《妳是我眼中的蘋果》 | 善雅   | 女主角 |
| 待公布 | 《全力奔跑》         | Ji-eun | [ 27 ] |

### 電視劇
| 年份   | 平台 | 劇名        | 角色   | 備註 |
| 2025年 | JTBC | 《Love Me》 | 池慧溫 |      |

### 固定綜藝
| 日期                         | 節目名稱                     | 備註             |
| 2016年2月21日－2016年4月10日 | MBC 《真正的男人：女兵特集》 | 固定出演         |
| 2016年4月13日－2017年2月15日 | MBC 《Weekly Idol》          | 全能Idol環節主持 |

### 主持
| 日期           | 電視台 | 節目名稱                      | 團員共同演出 | 備註             |
| 2016年3月5日   | SBS    | 《白鍾元的3大天王》           | 子瑜         | Special MC       |
| 2016年5月1日   | SBS    | 《人氣歌謠》                  |              | Special MC       |
| 2016年11月3日  | Mnet   | 《M Countdown》               | 志效、Mina   | Special MC       |
| 2016年12月29日 | KBS    | 《2016 KBS歌謠盛典》          |              | 待機室Special MC |
| 2017年5月21日  | SBS    | 《人氣歌謠》                  |              | Special MC       |
| 2017年11月9日  | Mnet   | 《M Countdown》               | 娜璉、Momo   | Special MC       |
| 2018年2月14日  | Mnet   | 第七屆 Gaon Chart K-POP大獎   |              | 與利特           |
| 2019年1月19日  | KBS    | 《Music Bank》                |              |                  |
| 2019年8月12日  | MBC    | 《MBC偶像明星運動會》         |              |                  |
| 2020年6月2日   | JTBC   | 《JTBC 晨早新聞》今日天氣環節 |              | 一日氣象特別來賓 |
| 2022年6月25日  | MBC    | 《Show! 音樂中心》            |              | Special MC       |
| 2022年7月2日   | MBC    | 《Show! 音樂中心》            |              | Special MC       |
| 2023年3月24日  | KBS    | 《Music Bank》                |              | Special MC       |

### 廣播電台
| 日期           | 電台         | 節目名稱                 | 團員共同演出                             |
| 2016年5月23日  | SBS Power FM | 《裴晟宰的 TEN》         | 定延                                     |
| 2016年5月30日  | SBS Power FM | 《李國主的Young Street》 | 娜璉、Momo、Sana、志效、Mina、彩瑛       |
| 2016年6月2日   | KBS Cool FM  | 《趙胤熙的Volume up》    | 娜璉、Momo、Sana、志效、Mina、彩瑛、子瑜 |
| 2016年6月4日   | SBS Power FM | 《樸素賢的LOVE GAME》    | 志效                                     |
| 2016年7月20日  | KBS Cool FM  | 《Kiss The Radio》       |                                          |
| 2017年2月27日  | KBS Cool FM  | 《Kiss The Radio》       | 娜璉、定延、Momo、Sana、Mina、子瑜       |
| 2019年10月3日  | KBS Cool FM  | 《Kiss The Radio》       | 定延、志效、子瑜                         |
| 2021年11月17日 | KBS Cool FM  | 《朴明洙的Radio Show》   | 子瑜                                     |

## 出版物

### 寫真書
| 發行日期      | 書名                  | 備註   |
| 2022年4月26日 | 《Yes, I am Dahyun.》 | 不適用 |

## 獎項及榮譽
| 年份 | 獎項名稱                         |
| ---- | -------------------------------- |
| 2019 | TC Candler世界百大最美臉孔第73名 |